# Hải quan (tạp chí)
Tạp chí Hải quan là cơ quan báo chí của Tổng cục Hải quan (Bộ Tài chính). Mục tiêu của tạp chí này là tuyên truyền đường lối phát triển kinh tế của Đảng và Nhà nước Việt Nam, về các vấn đề kinh tế đối ngoại, chính sách, chế độ về quản lý hải quan, chính sách tài chính, thuế, đầu tư, xuất, nhập khẩu và hoạt động sản xuất kinh doanh của cộng đồng doanh nghiệp.

## Lịch sử
Tiền thân là Tòa soạn tạp chí "Hải quan Việt Nam", được cấp phép xuất bản báo chí số số 96/BC-GPXB ngày 28/4/1990 do Bộ Văn hóa - Thông tin - Thể thao - Du lịch cấp và Quyết định thành lập của Tổng cục trưởng Tổng cục Hải quan Trương Quang Được ban hành ngày 30/5/1990.
Ngày 13/10/1998, Báo Hải quan được Bộ trưởng Bộ Văn hóa - Thông tin cấp giấy phép hoạt động báo chí số 2170/1998-GPXB-BC với số lượng bản kỳ là 5000 bản/kỳ. Trụ sở Tòa soạn: Số 51 Đường Nguyễn Văn Cừ - Gia Lâm - Hà Nội. Tổng Biên tập Báo Hải quan là ông Phạm Ngọc Toàn.
Báo Hải quan thành lập Chi nhánh phía Nam thuộc Báo Hải quan. Văn phòng giao dịch của Chi nhánh đặt tại 74 Hai Bà Trưng, Quận 1, Thành phố Hồ Chí Minh theo Quyết định số 190/QĐ-TCCB của Tổng cục trưởng Tổng cục Hải quan Phan Văn Dĩnh ngày 30/3/1999.
Ngày 10/3/2011, Bộ Thông tin và Truyền thông đồng ý bổ nhiệm Bà Vũ Thị Ánh Hồng làm Tổng biên tập Báo Hải quan.
Năm 2011, Báo Hải quan chính thức có phiên bản Báo Hải quan điện tử theo Giấy phép số 251/GP-BTTTT của Bộ Thông tin và Truyền thông cấp ngày 23/02/2010.
Tháng 7 năm 2016, Báo Hải quan có Báo Hải quan điện tử phiên bản tiếng Anh theo Giấy phép số 26/GP-BTTTT của Bộ Thông tin và Truyền thông cấp ngày 02/02/2015.
Ngày 29 tháng 7 năm 2016, báo Hải quan nhận Huân chương Lao động hạng Nhất.
Báo Hải quan được thành lập với giấy phép số: 26/GP-BTTTT, ngày 02-02-2015 của Bộ Thông tin và Truyền thông.
Tháng 01 năm 2019, Báo Hải quan chính thức ra mắt Bản tin Chuyển động Hải quan số 01/2019, được đăng tải trên chuyên mục Chuyển động Hải quan và bản tin được sản xuất định kỳ mỗi tháng 1 bản tin.
Năm 2020, theo Quy hoạch phát triển và quản lý báo chí toàn quốc đến năm 2025, báo Hải quan chuyển đổi mô hình thành Tạp chí Hải quan.